# Dracula et les Femmes
Pour les articles homonymes, voir Dracula (homonymie).
Série
Dracula, prince des ténèbres
(1966) Une messe pour Dracula
(1970)
Pour plus de détails, voir Fiche technique et Distribution.
Dracula et les Femmes (Dracula Has Risen from the Grave) est un film fantastique britannique, réalisé par Freddie Francis, en 1968. C'est le quatrième film de la saga Dracula réalisé par le studio Hammer Films. Il est précédé de Dracula, prince des ténèbres et suivi du film Une messe pour Dracula.

## Synopsis
Un village d'Europe centrale vit encore dans la terreur du vampirisme depuis qu'une jeune femme fut découverte exsangue dans le clocher de son église. Une année passe après que Dracula a été anéanti, et Monseigneur Muller, en visite de routine, constate que les paroissiens persistent à déserter le lieu de culte. Décidé à combattre les superstitions, il entreprend d'exorciser le château du vampire, accompagné du prêtre local, à la foi faiblissante. En chemin, ce dernier, épuisé, se laisse distancer et, à la suite d'une frayeur, fait une chute bénigne, causant un flot de sang qui atteint les lèvres de Dracula, emprisonné dans la glace du torrent. Le vampire reprend alors « vie » et, avec l'aide du prêtre tenu par son emprise, se rend à Kleinnenberg, exercer sa vengeance sur Monseigneur Muller, ainsi que ses proches, pour avoir osé le bannir de son château...

## Fiche technique
- Titre original : Dracula Has Risen from the Grave
- Réalisation : Freddie Francis
- Scénario : Anthony Hinds, d'après le personnage de Bram Stoker
- Musique : James Bernard
- Décors : Bernard Robinson
- Photographie : Arthur Grant
- Montage : Spencer Reeve
- Producteur : Aida Young
- Pays de production:  Royaume-Uni
- Langue : anglais
- Date de sortie :
  - Royaume-Uni : 7 novembre 1968
- Affiche : Raymond Elseviers (titre : Dracula sort du tombeau, Belgique)

## Distribution
- Christopher Lee  (V.F : Duncan Elliot) : Comte Dracula
- Rupert Davies  (V.F : Yves Brainville) : Monseigneur Ernest Muller
- Veronica Carlson  (V.F : Sylviane Margollé) : Maria Muller
- Barry Andrews  (V.F : Claude Giraud) : Paul
- Barbara Ewing (V.F : Michele Bardollet)  : Zena
- Ewan Hooper : Prêtre
- Michael Ripper : Max
- John D. Collins : L'Étudiant
- George A. Cooper (V.F : Pierre Collet)  : L'Aubergiste

## Autour du film
- À l'origine, le projet devait être réalisé par Terence Fisher, qui fut empêché par un accident de la route le blessant à la jambe.
- Une campagne promotionnelle de grande envergure accompagna la sortie de Dracula et les femmes, phénomène inédit pour un film d'épouvante à petit budget.
- Pour l'unique fois de la série, la présence du vampire est signalée par une auréole écarlate encadrant l'image (sauf dans la destruction finale). Le filtre qui servit à cet effet appartenait personnellement à Freddie Francis qui s'en était servi pour la photographie (en noir et blanc) de Les Innocents (The Innocents) (1961) de Jack Clayton.
- Le comédien Michael Ripper, qui était déjà apparu dans Les Maîtresses de Dracula (1958), fera également partie de la distribution d'un troisième film: Les Cicatrices de Dracula (1970), chaque fois dans un rôle différent.
- Le tournage du film fut honoré de la visite officielle de la reine Élisabeth II.
- Pour la troisième fois, Christopher Lee y incarne le vampire, après Le Cauchemar de Dracula (1958) et Dracula, prince des ténèbres (1965). Dorénavant désolidarisé de la série, il ne consentira à participer aux épisodes ultérieurs que par amitié pour des producteurs en détresse financière.

## DVD / Blu-ray
- France :

- Dracula et les Femmes (DVD-5 Keep case) sorti le 20 octobre 2004 édité par Warner Bros et distribué par Warner Home Vidéo France. Le ratio image est en 1.85:1 panoramique 16:9. L'audio est en français, anglais et allemand 2.0 mono. Les sous-titres sont en français, anglais, allemands, néerlandais, arabes, hébreux, bulgares, suédois, grecs, hongrois, anglais et allemands pour sourds et malentendants. Pas de bonus. La durée du film est de 88 minutes. Il s'agit d'une édition Zone 2 Pal .
- Dracula et les Femmes (BD-25 Blu-ray) sorti le 9 mars 2016 édité par Warner Bros et distribué par Warner Home Vidéo France. Le ratio image est en 1.78:1 panoramique 16:9 natif 1080p AVC. L'audio est en anglais 1.0 Master HD et en français, allemand, castillan et espagnol 1.0 dolby digital. Les sous-titres sont en français, castillans, espagnols, anglais et allemands pour sourds et malentendants. En bonus la bande annonce originale du film. La durée du film est de 92 minutes. Il s'agit d'une édition A, B et C .